# 대일광업
대일광업은 대한민국의 옥 채굴 및 제련을 전문으로 하는 기업이다. 춘천시 생산의 옥을 독점 생산하는 기업이다.

## 개요
산하에 옥광산 체험관 및 옹기박물관을 운영중이다.